# Абе Ютаро
Ютаро Абе (яп. 阿部 祐大朗, нар. 5 жовтня 1984, Токіо) — японський футболіст, що грав на позиції нападника.
Виступав за молодіжну збірну Японії.

## Ігрова кар'єра
У дорослому футболі дебютував 2002 року виступами за команду клубу «Йокогама Ф. Марінос», в якій провів три сезони, взявши участь у 9 матчах чемпіонату. 
Згодом з 2005 по 2008 рік грав у складі команд клубів «Монтедіо Ямагата», «Фервероса Ісікава» та «Токусіма Вортіс».
Завершив професійну ігрову кар'єру у клубі «Гайнаре Тотторі», за команду якого виступав протягом 2009—2011 років.

## Виступи за збірну
Протягом 2003 року залучався до складу молодіжної збірної Японії. У її складі був учасником молодіжного чемпіонату світу 2003 року. На молодіжному рівні зіграв у 4 офіційних матчах.